# Ndémène
Ndémène (parfois Ndemene) est une localité du Sénégal, située à environ 60 km de Kaolack.